# Birthorpe
Birthorpe – osada w Anglii, w hrabstwie Lincolnshire. Leży 40 km na południe od Lincoln i 155 km na północ od Londynu.